# Arial
Arial（エイリアル、アリアルなど）は、欧文用の書体、フォントの一種。サンセリフ書体であり、そのうちのネオ・グロテスクに分類される。マイクロソフトのWindowsやAppleのmacOSなどに同梱される。

## 概要
ロビン・ニコラスとパトリシア・ソーンダースが1982年にモノタイプの依頼で設計した書体である。ライノタイプの人気書体であったHelvetica（ヘルベチカ）と造作が似ており、代用書体として企画・開発されたと考えられている。Univers（ユニバース）との共通点も多い。例としては、1の曲がったテイル、Gのテイルの欠如、tの曲ったトップなどである。
文字幅はHelveticaと同一に設定されている。このため、Helveticaで組んだ文書とArialで組んだ文書を重ね合わせた場合、字体は微妙に異なるが、各文字の位置はぴったりと重なる。ちなみに、Arialと同様にHelveticaの代用書体として開発されたSwiss 721という書体は、字体はHelveticaとほとんど同一であるが文字幅は異なっており、Arialとは逆である。
Arialはブラック、ボールド、エクストラボールド、コンデンスド、イタリック、ライト、ミディアム、モノスペースド、ナロー、ラウンデッドといった派生書体を含むフォントファミリー名でもある。Windows Me では、Arial Alternative RegularとArial Alternative Symbolが標準的なフォントとして利用されており、Windows XPでもインストール CDの中に含まれている。なお、Arial Alternative Symbolには点字も含まれている。